# Marcel Thil
Marcel Thil (* 25. Mai 1904 in Saint-Dizier; † 14. August 1968 in Cannes) war ein französischer Boxer. Er war Weltmeister im Mittelgewicht sowie Europameister im Mittel- und Halbschwergewicht bei den Berufsboxern.

## Werdegang
Marcel Thil wurde 1920 mit erst 16 Jahren Berufsboxer. Er war zu diesem Zeitpunkt noch „Boxlehrling“. Er entwickelte sich in den nächsten Jahren sowohl körperlich als auch boxerisch und hatte nach etwa sechs Jahren ein Stadium erreicht, von dem man sagen konnte, dass er zu den guten französischen Berufsboxern gehört. Er kämpfte in jenen Jahren ausschließlich in seiner engeren Heimat, z. B. in Cherbourg, Reims, Caen, Lorient und Calais und erlitt in jenen Jahren auch die meisten seiner Niederlagen. Seinen ersten Kampf überhaupt bestritt er am 9. Juli 1920 in Nancy, in dem er Leon Patoux nach vier Runden nach Punkten besiegte. Seinen ersten Kampf in Paris bestritt er am 14. Februar 1926.
Am 12. Oktober 1928 wurde er in Paris durch einen technischen K.-o.-Sieg in der 1. Runde über Marcel Thuru französischer Meister im Mittelgewicht. Von diesem Zeitpunkt an, wurde er in Frankreich bekannt. Am 27. März 1929 bezwang er in Paris den Italiener Leone Jacovacci nach 15 Runden nach Punkten und gewann damit den EBU-Europameistertitel im Mittelgewicht. Durch Siege über seinen Landsmann Alfred Pegazzano am 12. März 1930 in Paris, über Motzi Spakow aus Rumänien am 1. November 1930 in Bukarest und über den Italiener Mario Bosisio am 23. November 1930 in Mailand verteidigte er diesen Titel erfolgreich.
Am 11. Juni 1932 wurde Marcel Thil in Paris durch einen Disqualifikations-Sieg in der 11. Runde über den US-Amerikaner William Jones, genannt Gorilla Jones, vor 70.000 Zuschauern im Prinzenpark-Stadion neuer Weltmeister der Boxorganisation IBU im Mittelgewicht. Die enorme Zuschauerzahl von 70.000 war in Frankreich vor diesem Kampf nur bei Begegnungen von Georges Carpentier übertroffen worden. Zum Zeitpunkt des Abbruches lag Marcel Thil schon klar nach Punkten in Führung. Jones wurde wegen seiner immer unsauberer werdenden Kampfesweise disqualifiziert.
Die Popularität von Marcel Thil in Frankreich erreichte nach diesem Sieg einen neuen Höhepunkt. Er wurde in den Kreisen der Prominenz herumgereicht und hatte viele Freunde in Politiker- und Künstlerkreisen. Sein bester Freund wurde Jean Gabin.
Am 4. Juli 1932 verteidigte Marcel Thil im White-City-Stadion zu London seinen Titel gegen den ausgezeichneten Engländer Len Harvey. Nach 15 hart umkämpften Runden erhielt er einen knappen Punktsieg zugesprochen. Am 16. Januar 1933 musste er dann in Paris von dem aus Kuba stammenden Spanier Kid Tunero in einem Nicht-Titelkampf eine überraschende Punktniederlage nach 12 Runden hinnehmen. Kid Tunero erhielt daraufhin die Chance, am 2. Oktober 1933 in Paris erneut gegen Marcel Thil zu boxen, wobei es diesmal aber um dessen IBU-WM-Titel ging. In diesem Kampf behielt Marcel Thil nach 15 Runden die Oberhand und wurde Punktsieger.
Nach erfolgreichen Titelverteidigungen gegen die Spanier Ignacio Ara und Martinez de Alfara im Frühjahr 1934 kämpfte Marcel Thil am 3. Mai 1934 in Paris gegen Gustave Roth aus Belgien gleich um drei Titel. Um den IBU-WM-Titel im Mittelgewicht und um die EBU-EM-Titel im Mittel- und Halbschwergewicht. Marcel Thil gewann diesen Kampf nach 15 Runden nach Punkten und war damit im Besitz dieser drei Titel.
Schon am 11. Juni 1934 stand Marcel Thil in Paris schon wieder im Ring. Er verteidigte dabei seinen EBU-EM-Titel im Halbschwergewicht gegen den Deutschen Adolf Witt. Thil gewann diesen Kampf durch technischen K. o. in der 8. Runde. Dies war seine einzige Titelverteidigung gegen einen deutschen Boxer.
1934 und 1935 verteidigte er dann seine drei Titel abwechselnd gegen seine Herausforderer. Er besiegte in jenen Jahren Carmelo Candel, Jock McAvon, Vilda Jaks, Ignacio Ara und noch einmal auch Kid Tunero. 1936 hatte er in Paris zwei schwere Gefechte gegen den Kanadier Lou Brouillard zu bestehen. Schwer waren diese Gefechte für ihn vor allem deshalb, weil Brouillard ein äußerst rauer Geselle war und Thil mit allen erlaubten und unerlaubten Mitteln schwer zusetzte. Brouillard wurde in beiden Kämpfen auch wegen seiner unfairen Kampfesweise disqualifiziert, einmal in der 4. Runde und das zweite Mal in der 6. Runde.
Am 23. September 1937 verteidigte Marcel Thil seinen IBU-WM-Titel im Mittelgewicht auf Vermittlung seines US-amerikanischen Managers Lew Burston gegen den US-Amerikaner Fred Apostoli. Dieser Kampf fand in den Polo Grounds in New York statt und wurde von dem bekannten Promoter Mike Jacobs veranstaltet. Nach einem ausgeglichenen Kampf stoppte der Ringrichter wegen eines Cuts über dem rechten Auge von Marcel Thil den Kampf in der 10. Runde und Apostoli wurde zum neuen Weltmeister erklärt.
Nach dieser Niederlage trat Marcel Thil, für viele seiner Freunde völlig überraschend, zurück und legte auch seine beiden EM-Titel ab.

## Nach dem Boxen
Marcel Thil blieb in Frankreich auch weiterhin sehr populär. Er widmete sich weiterhin dem Boxsport und war beim Boxing Club Dieppe viele Jahre lang Präsident und Trainer in einer Person. Er war mit Georgette Taitard einer Tochter seines französischen Managers verheiratet. 1961 wurde er Ritter der Ehrenlegion. In späteren Jahren war er in Cannes ansässig. In Cannes verstarb er auch am 14. August 1968 an den Folgen eines schweren Autounfalls. Er wurde auf dem Cimetière du Grand Jas in Cannes begraben. 2005 wurde Marcel Thil in die International Boxing Hall of Fame aufgenommen.